# トリオ (パントマイム)
トリオ（TORIO）は、日本の男性パントマイム・大道芸ユニットである。1999年結成。

## 略歴
1999年、パントマイマー・大道芸人としてソロで活動していた山本光洋・小島屋万助・本多愛也の3人により結成された。それぞれのソロ活動と並行して活動をしている。
全国各地の公演・イベントで活動しているだけでなく、韓国などの海外でも活動する。

## メンバー
- 山本光洋
- 小島屋万助
- 本多愛也

## 主な出演
舞台・イベント
- 韓国マイムフェスティバル（インチョン、チュンチョン）
- 桐朋女子学園高等学校卒業公演
- 徳島県立城東高等学校卒業公演
- としまえんイベント

テレビ
- NHK BS『フルーツサンデー』

など

## 外部サイト
- 山本光洋オフィシャルサイト